# The Story Begins
The Story Begins é o extended play (EP) de estreia do grupo feminino sul-coreano Twice. O álbum foi lançado digitalmente e fisicamente em 20 de outubro de 2015 pela JYP Entertainment e distribuído pela KT Music. O álbum contém seis faixas, incluindo a faixa-título "Like Ooh-Ahh", que foi composta por Black Eyed Pilseung e é uma mistura de vários gêneros diferentes.
Após a formação de Twice através do programa de sobrevivência Sixteen, que terminou em julho, o grupo fez sua estreia oficial três meses depois com o lançamento deste EP. O grupo promoveu seu álbum em vários programas musicais sul-coreanos, com o álbum alcançando um sucesso comercial moderado, chegando ao terceiro lugar no Gaon Album Chart e vendendo mais de 40.000 cópias até o final de 2015.

## Antecedentes e lançamento
Em 11 de fevereiro de 2015, o fundador da JYP Entertainment, Park Jin-young, anunciou a colaboração da empresa com a Mnet para transmitir Sixteen, um programa de sobrevivência de competição que decidiria a formação de um grupo feminino, o primeiro da JYPE em cinco anos, após a estreia de Miss A em 2010. O programa, que contou com um total de 16 candidatas, começou a ser exibido em 5 de maio.
O programa terminou em 7 de julho, com Nayeon, Jeongyeon, Sana, Jihyo, Mina, Dahyun e Chaeyoung sendo selecionadas como as sete integrantes de Twice. Park então tomou a polêmica decisão de adicionar duas concorrentes eliminadas: Tzuyu, que era conhecida como a "escolha do público" por ser a concorrente mais popular ao final do programa, e Momo, que foi adicionada pelo próprio Park por achar que o grupo precisava de alguém com as habilidades de dança de Momo. Foi então anunciado que o novo grupo feminino da JYPE faria sua estreia na segunda metade de 2015.
Em 7 de outubro, a JYPE confirmou que Twice faria sua estreia oficial em 20 de outubro, com a agência divulgando uma imagem teaser do grupo. Em 9 de outubro, Twice lançou uma imagem teaser do grupo e confirmou que o single de seu próximo álbum é intitulado "Like Ooh-Aah". No dia seguinte, o grupo revelou mais detalhes sobre seu EP intitulado The Story Begins, postando uma foto da lista de faixas do álbum revelando seis canções no total. Em 12 de outubro, o grupo lançou vídeos teaser individuais apresentando Nayeon, Momo e Mina, que retratavam certas características ou personalidades notáveis de cada integrante. Em cada um de seus respectivos vídeos, os zumbis fizeram uma aparição inesperada, mas curta. Mais tarde, no mesmo dia, fotos teaser individuais das três integrantes foram reveladas. Em 13 de outubro, fotos teaser individuais de Sana, Chaeyoung e Tzuyu foram lançadas. No dia seguinte, fotos teaser de Jeongyeon, Jihyo e Dahyun foram reveladas.
Em 15 de outubro, o grupo revelou duas imagens teaser apresentando todas as integrantes. Em 16 de outubro, eles postaram um teaser de um videoclipe revelando uma parte de sua coreografia para "Like Ooh-Aah". As integrantes foram descritas dançando no meio de uma horda de zumbis. Em 17 de outubro, Twice carregou um medley de destaque do álbum com trechos instrumentais de áudio para todas as faixas do EP. Um dia antes do lançamento de seu álbum, o grupo realizou uma transmissão de contagem regressiva ao vivo no V Live.
The Story Begins e sua faixa-título "Like Ooh-Ahh" foram lançados oficialmente em 20 de outubro.

## Composição
The Story Begins é um EP composto por seis faixas. A faixa-título "Like Ooh-Ahh" é produzida por Black Eyed Pilseung, que já havia trabalhado com outros artistas da JYP Entertainment, incluindo Miss A e Got7. A música foi descrita sonoramente como uma faixa color pop que incorpora vários gêneros como hip hop, R&B e rock. A segunda faixa, "Do It Again", foi escrita por Park Jin-young, descrevendo liricamente a emoção que alguém sente depois de receber uma confissão de amor de outra pessoa, e foi anteriormente apresentada por Twice no Sixteen. "Going Crazy" é outra canção que foi apresentada pela primeira vez pelo grupo durante o Sixteen, e liricamente fala sobre sentimentos incontroláveis devido à paixão. A canção "Truth" é classificada como uma canção que incorpora dance pop, punk e balada. "Candy Boy" é descrita como uma canção de amor, com a letra da canção retratando como uma pessoa pode encontrar seu ente querido mesmo em sonhos. A faixa de encerramento do álbum, "Like a Fool", é uma canção acústica que fala sobre a dor no coração de uma garota após ser incapaz de confessar seu interesse romântico.

## Promoção

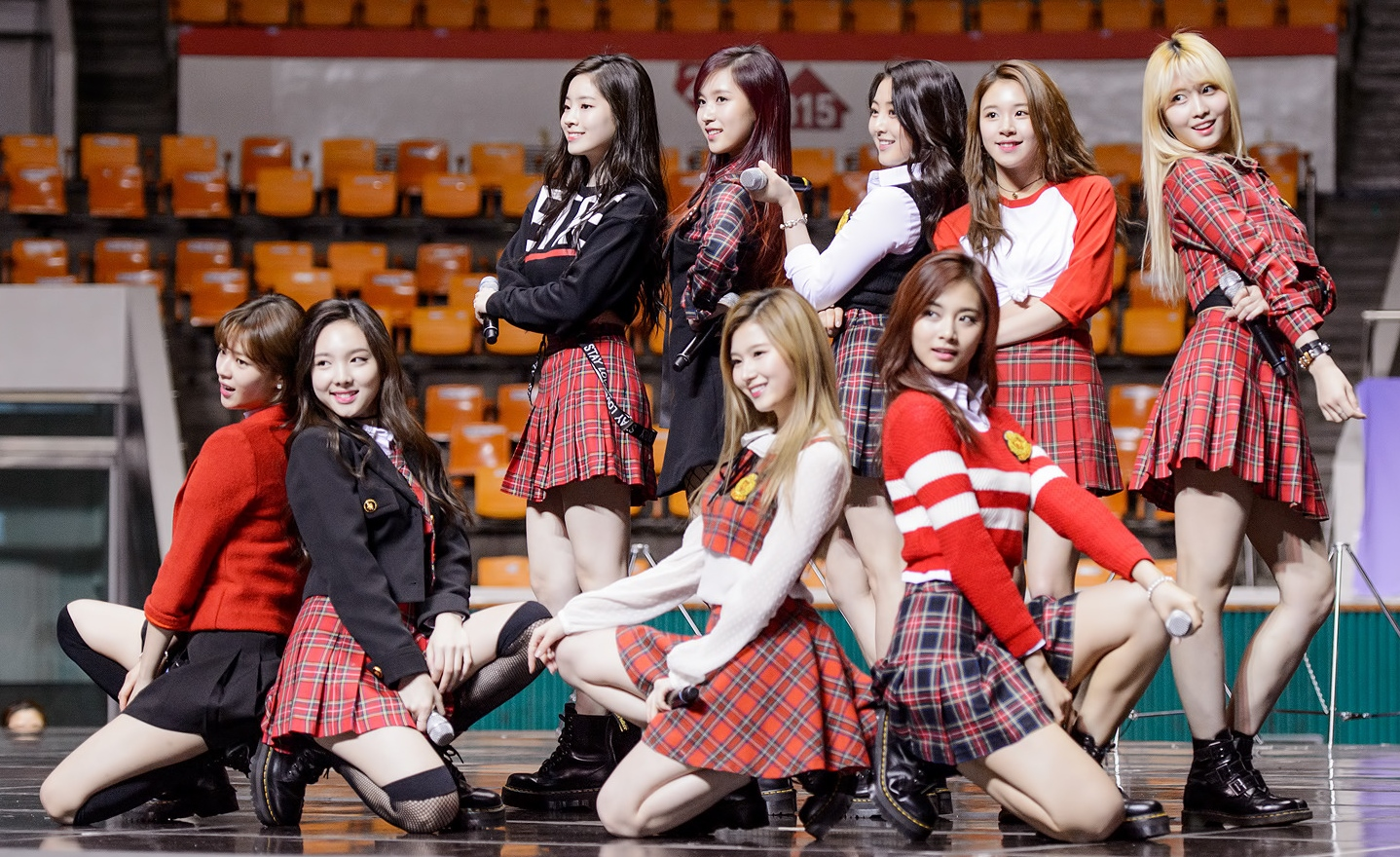
Twice se apresentando no Seoul Arts College em fevereiro de 2016.

No mesmo dia do lançamento de The Story Begins, o Twice realizou um showcase ao vivo no AX-Korea em Gwangjin-gu, Seul, onde apresentou "Like Ooh-Ahh" ao lado das faixas de dança "Going Crazy" e "Do It  Again".
Twice promoveu seu álbum aparecendo e se apresentando em vários programas musicais sul-coreanos. O grupo fez sua primeira aparição em um programa musical no M Countdown em 22 de outubro, apresentando "Like Ooh-Aah" e "Do It Again". Isso foi seguido por apresentações no Music Bank da KBS2 em 23 de outubro, Show! Music Core da MBC em 24 de outubro e no Inkigayo da SBS em 25 de outubro, entre outras datas de apresentação. O grupo também fez sua aparição no SBS Gayo Daejeon 2015 realizado em 27 de dezembro, apresentando a faixa-título do álbum.
Em 22 de janeiro de 2016, Twice apresentou "Like Ooh-Aah" ao lado de um cover de "Bad Girl Good Girl" de Miss A e "So Hot" de Wonder Girls no You Hee-yeol's Sketchbook. No dia 24 de abril, o grupo se apresentou no KCON Japan 2016 em uma transmissão especial feita pelo M Countdown.

## Desempenho comercial
The Story Begins estreou no número quatro na Gaon Album Chart para a semana que termina em 24 de outubro de 2015 e atingiu o pico no número três duas semanas depois. No final de outubro, o EP vendeu um total de 17.100 cópias físicas. No final de 2015, o álbum atingiu 49.904 cópias vendidas. Em 2020, o álbum vendeu 199.696 cópias na Coreia do Sul e 47.448 cópias no Japão. É também o álbum mais vendido do grupo nos Estados Unidos, com 4.000 cópias vendidas.

### Impactos e efeitos futuros
No dia 19 de outubro, Twice revelou seu bastão de luz oficial adornado com suas cores oficiais apelidadas "Candy Bong" (bong significa bastão em coreano), que é inspirado pela música "Candy Boy".

## Lista de faixas
| The Story Begins — Edição padrão |                              |                               |                                                                                          |                                                                          |         |  |
| N.º                              | Título                       | Letras                        | Música                                                                                   | Arranjo                                                                  | Duração |  |
| 1.                               | "Like Ooh-Ahh" (OOH-AHH하게) | Black Eyed Pilseung Sam Lewis | Black Eyed Pilseung Sam Lewis                                                            | Rado                                                                     | 3:35    |  |
| 2.                               | "Do It Again" (다시 해줘)    | J.Y. Park "The Asiansoul"     | Glen Choi Fingazz                                                                        | Artisans Music                                                           | 3:26    |  |
| 3.                               | "Going Crazy" (미쳤나봐)     | Daniel Kim Kebee              | Jake K, 220 Sophia Pae Sam Gray                                                          | Jake K (ARTiffect Music) Joseph "220" Park                               | 3:01    |  |
| 4.                               | "Truth"                      | Choi Jin-suk                  | Anne Judith Wik Nermin Harambasic Choi Jin-suk Tatiauna Matthews Xin Xin Gao             | Choi Jin-suk                                                             | 3:33    |  |
| 5.                               | "Candy Boy"                  | Kim Eun-soo                   | Ryan Marrone (Ryan & Smitty) Julia Michaels Chloe Leighton Garrick Smith (Ryan & Smitty) | Ryan Marrone Julia Michaels Chloe Leighton Garrick Smith (Ryan & Smitty) | 2:46    |  |
| 6.                               | "Like A Fool"                | Daniel Kim                    | Daniel Kim Mayu Wakisaka                                                                 | Daniel Kim Mayu Wakisaka                                                 | 3:34    |  |
| Duração total:                   | Duração total:               | Duração total:                | Duração total:                                                                           | Duração total:                                                           | 19:55   |  |

| The Story Begins — DVD bônus da edição de Taiwan |                                                     |         |  |
| N.º                                              | Título                                              | Duração |  |
| 1.                                               | "Like Ooh-Ahh" (Videoclipe)                         |         |  |
| 2.                                               | "Like Ooh-Ahh" (Bastidores do videoclipe)           |         |  |
| 3.                                               | "Like Ooh-Ahh" (Bastidores da prévia do videoclipe) |         |  |
| 4.                                               | "The Story Begins" (Bastidores da sessão de fotos)  |         |  |
| 5.                                               | "Special Video 'I'" (娜璉Nayeon)                    |         |  |
| 6.                                               | "Special Video 'I'" (定延Jeongyeon)                 |         |  |
| 7.                                               | "Special Video 'I'" (Momo)                          |         |  |
| 8.                                               | "Special Video 'I'" (Sana)                          |         |  |
| 9.                                               | "Special Video 'I'" (志效Jihyo)                     |         |  |
| 10.                                              | "Special Video 'I'" (Mina)                          |         |  |
| 11.                                              | "Special Video 'I'" (多賢Dahyun)                    |         |  |
| 12.                                              | "Special Video 'I'" (彩瑛Chaeyoung)                 |         |  |
| 13.                                              | "Special Video 'I'" (子瑜Tzuyu)                     |         |  |

## Créditos
Créditos adaptados das notas do encarte do álbum.
Locais
- Gravado, projetado e mixado em JYPE Studios, Seul, Coreia do Sul
- Masterizado em The Mastering Palace, Cidade de Nova Iorque, Nova Iorque e Suono Mastering, Seul, Coreia do Sul

Equipe
- Jimmy Jeong – produtor executivo
- Jo Hae-seong – produtor executivo
- J.Y. Park "The Asiansoul" – produtor
- Black Eyed Pilseung – co-produtor
- Kim Yong-woon "goodear" – engenheiro de gravação e mixagem
- Jo Han-sol "fabiotheasian" – engenheiro assistente de gravação e mixagem
- Choi Hye-jin – engenheiro de gravação
- Han Cheol-gyu – assistente de engenheiro de gravação
- Lee Tae-seob – engenheiro de mixagem
- Dave Kutch – engenheiro de masterização
- Choi Hyo-young – engenheiro de masterização
- Go Ji-seon – assistente de engenheiro de masterização
- Yoon Hee-so – coreógrafa
- Kim Hye-rang – coreógrafa
- Choi Hee-seon – estilista
- Im Ji-young – estilista
- Park Nae-joo – diretora de cabelo
- Won Jeong-yo – diretora de maquiagem
- Jo Dae-young – design do álbum
- Kim Ah-mi – design do álbum
- Kim Young-jo (Naive Creative Production) – diretor de videoclipe
- Yoo Seung-woo (Naive Creative Production) – diretor de videoclipe
- Jang Deok-hwa – fotógrafo
- Rado – todos os instrumentos e programação de computador (em "Like Ooh-Ahh")
- Jihyo – vocais de fundo (em "Like Ooh-Ahh", "Going Crazy", "Truth", "Candy Boy" e "Like a Fool")
- Fingazz – todos os instrumentos e programação de computador (em "Do It Again")
- Daniel Kim – produtor vocal (em "Do It Again" e "Candy Boy"), engenheiro de mixagem (en "Going Crazy" e "Like a Fool"), vocais de fundo (em "Candy Boy"), todos os instrumentos, programação de computador e guitarras (em "Like a Fool")
- Twice – vocais de fundo (em "Do It Again")
- Kebee – diretor de rap (em "Going Crazy")
- 220 – sintetizador e bateria (em "Going Crazy")
- Jake K – sintetizador (em "Going Crazy")
- Choi Jin-seok – todos os instrumentos e programação de computador (em "Truth")
- Ryan Marrone – todos os instrumentos e programação de computador (em "Candy Boy")
- Julia Michaels – todos os instrumentos e programação de computador (em "Candy Boy")
- Chloe Leighton – todos os instrumentos e programação de computador (em "Candy Boy")
- Garrick Smith – todos os instrumentos e programação de computador (em "Candy Boy")

## Desempenho nas tabelas
| Tabela musical (2015–19)                | Melhor posição |
| --------------------------------------- | -------------- |
| Coreia do Sul (Gaon)                    | 3              |
| Estados Unidos (Billboard World Albums) | 15             |
| Japão (Oricon)                          | 43             |

| Tabela musical (2015) | Posição |
| --------------------- | ------- |
| Coreia do Sul (Gaon)  | 49      |

| Tabela musical (2016) | Posição |
| --------------------- | ------- |
| Coreia do Sul (Gaon)  | 58      |

## Histórico de lançamento
| Região         | Data                                        | Formatos         | Distribuidor               | Ref.   |
| -------------- | ------------------------------------------- | ---------------- | -------------------------- | ------ |
| Várias         | 20 de outubro de 2015                       | Download digital | JYP KT Music               | [ 43 ] |
| Coreia do Sul  | 20 de outubro de 2015                       | Download digital | JYP KT Music               | [ 44 ] |
| Coreia do Sul  | 20 de outubro de 2015                       | CD               | JYP KT Music               | [ 45 ] |
| Taiwan         | 11 de dezembro de 2015 (Edição taiwanesa)   | CD, DVD          | JYP Universal Music Taiwan | [ 37 ] |
| Tailândia      | 12 de fevereiro de 2016 (Edição tailandesa) | CD               | JYP BEC-Tero Music         | [ 46 ] |
| Estados Unidos | 1 de março de 2020                          | Streaming        | JYP Republic               | [ 47 ] |